# Muhamir
Muhamir fou una confederació tribal sudaràbiga al Iemen a la zona de Nadjran. Atacada pels sabeus al segle vii va caure sota la seva influència i encara hi restava al segle iii aC. Llavors la penetració de les tribus àrabs van alterar la situació i la influència sabea es va esvair.